# Лу, Лиза
Лиза Лу (урожд. кит. трад. 盧燕, упр. 卢燕, пиньинь Lú Yàn; род. 19 января 1927, Пекин) — американская и гонконгская актриса китайского происхождения. Трижды обладательница престижной китайской кинопремии «Золотая лошадь».

## Биография
Лу Янь родилась 19 января 1927 года в Пекине. В раннем детстве начала обучаться искусству китайской оперы куньцю. Накануне победы коммунистов семья Лу эмигрировала в США. В США девушка начала карьеру актрисы, поначалу снимаясь на эпизодических ролях в сериалах и на телевидении, что было пределом мечтаний для актёра неевропейского происхождения. Первым появлением в кино для Лизы стала эпизодическая роль легкодоступной девушки-соблазнительницы в фильме «Китайская куколка» Фрэнка Борзейги. Имя актрисы не было указано в титрах, поэтому данная картина не значится ни в одной её фильмографии.

Лиза Лу в «Китайской куколке» (1958)

Через два года актриса, которой к тому времени исполнилось 33 года, получила свою первую главную роль в фильме «Дорога в горах» (1960), где её партнёром по съёмочной площадке выступил известный американский актёр Джеймс Стюарт. В течение последующих 10 лет актриса снялась всего в двух фильма, «Rider on a Dead Horse» и «Womanhunt», однако за тот же период появилась в 70 телевизионных программах.
Карьера Лизы Лу изменилась коренным образом, когда в 1967 году она приняла приглашение сняться в гонконгской картине «Госпожа Дун». В 1968 году эта картина была отправлена на соискание номинации кинопремии Оскар, но не прошла отбор. Сама актриса за свою роль была награждена престижной кинопремией «Золотая лошадь», став таким образом первой и единственной китайской актрисой, которая получила признание в Гонконге, начав свою карьеру в США. Актриса принимает решение остаться в Гонконге и продолжить кинокарьеру здесь. Уже через два года она получают следующую премию «Золотая лошадь» в номинации «За лучшую женскую роль второго плана» (за картину «Четырнадцать амазонок»). Ещё через три года актриса получает третью награду «Золотая лошадь» за главную роль в картине «Вдовствующая императрица».
После этого карьера Лизы Лу, которой к тому времени исполнилось 50 лет, постепенно идёт на спад: в дальнейшем она получает исключительно второстепенные эпизодические роли бабушек и женщин преклонного возраста, однако с телевизионных экранов не исчезает. Её последняя киноработа датируется 2018 годом.